# Victoria Mboko
Victoria Mboko, née le 26 août 2006, à Charlotte en Caroline du Nord, est une joueuse de tennis canadienne.

## Biographie

### Jeunesse
Victoria Mboko est née aux États-Unis de parents originaires de la République démocratique du Congo avant d'émigrer au Canada. Elle est la fille de Cyprien et de Godee. Plus jeune d'une famille de quatre enfants, elle a grandi à Toronto. Sa sœur Gracia et son frère Kevin ont évolué sur le circuit universitaire de la NCAA.
En 2019, elle s'entraîne à l'académie IMG en Floride avant de retourner au Canada où elle est suivie par André Labelle et Simon Larose. 

### Carrière junior
En 2018, alors qu’elle était âgée de 12 ans, elle a atteint la finale du prestigieux Orange Bowl chez les 14 ans. En 2022, elle parvient en finale du double de l'Open d'Australie avec sa partenaire et compatriote Kayla Cross (en). Elle remporte ensuite son principal titre en simple sur la terre battue de Porto Alegre. Lors du tournoi de Wimbledon, elle échoue en demi-finale face à Liv Hovde et de nouveau en finale du double avec Cross. Elle dispute enfin l'US Open où elle s'incline également en demi-finale contre Alexandra Eala. Sa fin de saison est perturbée par une blessure au genou, mais elle la termine tout de même à la 6e place mondiale.

## Carrière professionnelle

### Débuts
Victoria Mboko fait ses débuts sur le circuit WTA en août 2022 grâce à une wild-card au tournoi WTA 250 de Granby. Elle perd au 1er tour face à sa compatriote Rebecca Marino.
En 2023, elle s'impose pour la seconde année consécutive à Saskatoon (60 000 $) à seulement 16 ans. En 2024, elle manque plusieurs mois de compétition à cause de diverses blessures mais elle s’illustre en atteignant trois finales ITF (Otočec, Darmstadt, Berkeley), remportant celle de Darmstadt. En 2024, elle est entraînée par Olivier Jeunehomme à l'académie de Justine Henin à Limelette, puis elle travaille avec Nathalie Tauziat au sein de Tennis Canada.

### 2025: premières performances importantes
Elle se fait remarquer en début d'année 2025 sur le circuit ITF en remportant cinq tournois sur six disputés en Martinique, Guadeloupe, à Rome, Manchester et Porto. 
Ces résultats lui permettent de recevoir une invitation au tournoi WTA 1000 de Miami. Elle réussit son entrée en scène en disposant de la Colombienne Camila Osorio puis s'incline ensuite au tour suivant face à l'Espagnole Paula Badosa après un match accroché (7-5, 1-6, 7-63).
Elle est sélectionnée début avril pour le 1er tour de la Coupe Billie Jean King 2025. Elle gagne ses deux matchs en simple, face à la Roumaine Miriam Bulgaru puis face à la Japonaise Ena Shibahara. En mai, elle atteint sa première finale dans un tournoi WTA 125 à Parme, où elle élimine notamment Irina-Camelia Begu avant de s'incliner pour le titre face à Mayar Sherif. Le même mois, elle participe à son premier tournoi du Grand Chelem en se qualifiant pour Roland-Garros, écartant notamment Kaja Juvan au troisième tour des qualifications. Dans le tableau principal, elle parvient à passer deux tours en écartant successivement Lulu Sun et Eva Lys, avant de s'incliner face à la tête de série no 8, Zheng Qinwen.
En août, elle remporte son premier titre WTA au tournoi WTA 1000 de Montréal en battant Naomi Osaka en finale. Cette victoire marque un tournant significatif dans sa carrière, lui permettant de connaître une ascension fulgurante au classement mondial, bondissant de la 85e à la 24e place. Elle avait bénéficié d'une invitation et avait défait l'Australienne Kimberly Birrell (7-5, 6-3), l'ancienne numéro quatre Sofia Kenin (6-2, 6-3), renversé la Tchèque Marie Bouzková (1-6, 6-3, 6-0), récente vainqueur de Prague et surtout la numéro deux mondiale Coco Gauff, titrée à Roland Garros cette saison-ci (6-1, 6-4), gagnant sa première rencontre contre une Top 10 en carrière. Elle s'était hissée en finale en sauvant deux balles de match contre Elena Rybakina, ancienne numéro trois mondiale (1-6, 7-5, 7-6).

## Palmarès WTA

### Titre en simple dames
| No | Date       | Nom et lieu du tournoi                                | Catégorie | Dotation    | Surface    | Finaliste   | Score         |          |
| -- | ---------- | ----------------------------------------------------- | --------- | ----------- | ---------- | ----------- | ------------- | -------- |
| 1  | 27-07-2025 | Omnium Banque Nationale présenté par Rogers, Montréal | WTA 1000  | 5 152 599 $ | Dur (ext.) | Naomi Osaka | 2-6, 6-4, 6-1 | Parcours |

### Finale en simple dames
Aucune

### Finale en simple WTA 125
| No | Date       | Nom et lieu du tournoi   | Catégorie | Dotation  | Surface      | Vainqueure   | Score    |          |
| -- | ---------- | ------------------------ | --------- | --------- | ------------ | ------------ | -------- | -------- |
| 1  | 12-05-2025 | Parma Ladies Open, Parme | WTA 125   | 115 000 $ | Terre (ext.) | Mayar Sherif | 6-4, 6-4 | Parcours |

## Parcours en Grand Chelem

### En simple dames
| Année | Open d'Australie | Open d'Australie | Internationaux de France | Internationaux de France | Wimbledon      | Wimbledon       | US Open | US Open |
| ----- | ---------------- | ---------------- | ------------------------ | ------------------------ | -------------- | --------------- | ------- | ------- |
| 2025  | —                | —                | 3e tour (1/16)           | Zheng Qinwen             | 2e tour (1/32) | Hailey Baptiste |         |         |

N.B. : à droite du résultat se trouve le nom de l'ultime adversaire.

## Parcours en WTA 1000
Les tournois WTA « Premier Mandatory » et « Premier 5 » (entre 2009 et 2020) et WTA 1000 (à partir de 2021) constituent les catégories d'épreuves les plus prestigieuses, après les quatre levées du Grand Chelem. 

De 2009 à 2023, les tournois Premier Mandatory (dits tournois WTA 1000 obligatoires entre 2021 et 2023) regroupent Indian Wells, Miami, Madrid et Pékin, les autres constituant les tournois Premier 5 (tournois WTA 1000 non-obligatoires). À partir de 2024, le nombre de tournois WTA 1000 passe à 10 par saison (fin de l’alternance Doha / Dubaï), ces derniers devenant tous obligatoires et offrant tous 1000 points à la vainqueure (contre 900 points précédemment pour les tournois Premier 5).

### En simple dames
| Année |       |              |       |        |                          |        |                         |                   |       |       |  |  |
| Doha  | Dubaï | Indian Wells | Miami | Madrid | Rome                     | Canada | Cincinnati              | Pékin             | Wuhan | Wuhan |  |  |
| Doha  | Dubaï | Indian Wells | Miami | Madrid | Rome                     | Canada | Cincinnati              | Pékin             | Wuhan | Wuhan |  |  |
| Doha  | Dubaï | Indian Wells | Miami | Madrid | Rome                     | Canada | Cincinnati              | Pékin             | Wuhan | Wuhan |  |  |
| 2025  |       |              |       |        | 2e tour (1/32) P. Badosa |        | 2e tour (1/32) C. Gauff | Victoire N. Osaka |       |       |  |  |

Sous le résultat, l’ultime adversaire.
1. 1 2   Les tournois de Doha et Dubaï alternent le statut de tournoi WTA 1000 (ex Premier 5) entre 2009 et 2023 : les trois premières éditions ont lieu à Dubaï, les trois suivantes à Doha, puis Dubaï accueille le tournoi de cette catégorie les années impaires et Dubaï les années paires. De 2011 à 2023, la ville qui n’accueille pas de WTA 1000 organise à la place un tournoi WTA 500 (ex Premier).
2. 1 2 3 4 5 6   L’ordre de déroulement des tournois a évolué depuis 2009 : Rome se dispute avant Madrid et Cincinnati avant Montréal/Toronto jusqu’en 2010, tandis que Tokyo (2009-2013)-Wuhan (2014-2019, 2024-)-Guadalajara (2022-2023) ont lieu avant Pékin jusqu’en 2023.

## Parcours enCoupe Billie Jean King
| #                                                                              | Date       | Lieu  | Surface    | Gagnante(s)    | Perdante(s)    | Score          |          |
|                                                                                |            |       |            |                |                |                |          |
| 2025 - Phase de poules (groupe mondial - Groupe A) - Canada - Roumanie - 3 : 0 |            |       |            |                |                |                |          |
| 1                                                                              | 11/04/2025 | Tokyo | Dur (int.) | Victoria Mboko | Miriam Bulgaru | 6-1, 6-4       | Parcours |
|                                                                                |            |       |            |                |                |                |          |
| 2025 - Phase de poules (groupe mondial - Groupe A) - Canada - Japon - 1 : 2    |            |       |            |                |                |                |          |
| 2                                                                              | 13/04/2025 | Tokyo | Dur (int.) | Victoria Mboko | Ena Shibahara  | 6-4, 68-7, 7-5 | Parcours |

Son bilan en Coupe Billie Jean King est le suivant :
| Simple                   | Double                   |
| ------------------------ | ------------------------ |
| Victoire(s) - Défaite(s) | Victoire(s) - Défaite(s) |
| 2 - 0                    | 0 - 0                    |

Source : (en) Victoria Mboko - Win / Loss. sur le site de la Coupe Billie Jean King

## Records et statistiques

### Victoires sur le top 10
Toutes ses victoires sur des joueuses classées dans le top 10 de la WTA lors de la rencontre.
| Légende      |
| ------------ |
| Grand Chelem |
| WTA 1000     |
| WTA 500      |
| WTA 250      |
| Fed Cup      |

| # |       |  | Tournoi  | Année | Surface |  | Adversaire | Rang | Tour | Score    | Tableau |
| - | ----- |  | -------- | ----- | ------- |  | ---------- | ---- | ---- | -------- | ------- |
| 1 | no 85 |  | Montréal | 2025  | Dur     |  | Coco Gauff | no 2 | 1/8  | 6-1, 6-4 | Tableau |

## Classements WTA en fin de saison
| Année          | 2022 | 2023 | 2024 |
| Rang en simple | 499  | 323  | 350  |
| Rang en double | 1459 | 658  | 1173 |

Source : (en) Classements de Victoria Mboko sur le site officiel de la Fédération internationale de tennis